# Medina de Marrakech
La Medina de Marrakech fundada por los almorávides en 1070-72 se convirtió en la capital y en el centro económico-político y cultural de Marruecos. Durante los siguientes dos siglos la ciudad se fue desarrollando desde el trazado original almorávide. De la medina o ciudad fortificada original se conservan las murallas edificadas en el siglo XII (1126-1127) y los palmerales del este de la ciudad.
En 1147, los almohades bereberes conquistaron la ciudad destruyendo la mayor parte de los edificios reedificando de nuevo la medina. De esta época datan la mezquita de Kutubia del que destaca su minarete, la ampliación de la muralla, la fortificación de la kasba con sus puertas (Bab Agnaou y Bab Robb), la mezquita, el palacio de El Badi, el mercado, el hospital, la plaza de armas y los jardines de la Menara. En el apartado de ingeniería civil cabe destacar la construcción del puente de Tensift.
A partir de 1269, los almohades pierden el poder de la ciudad y comenzando el ocaso de la medina. A pesar del inicio de la decadencia de la ciudad de esta época datan el minarete y la mezquita de Ben Salih.
En 1510, la ciudad recobra su esplendor con la ocupación de los saadíes que edificaron mezquitas, madrasas, casas palaciegas y palacios. Vestigios de este momento destaca la necrópolis saadí

## Galería

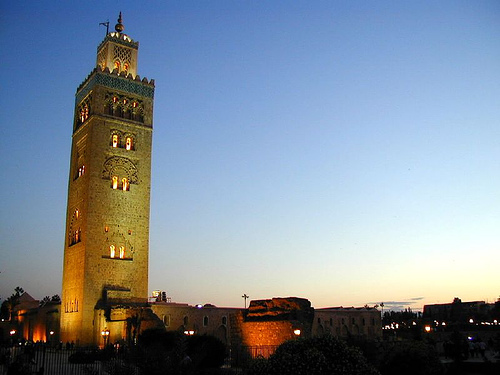
Mezquita de Kutubia.
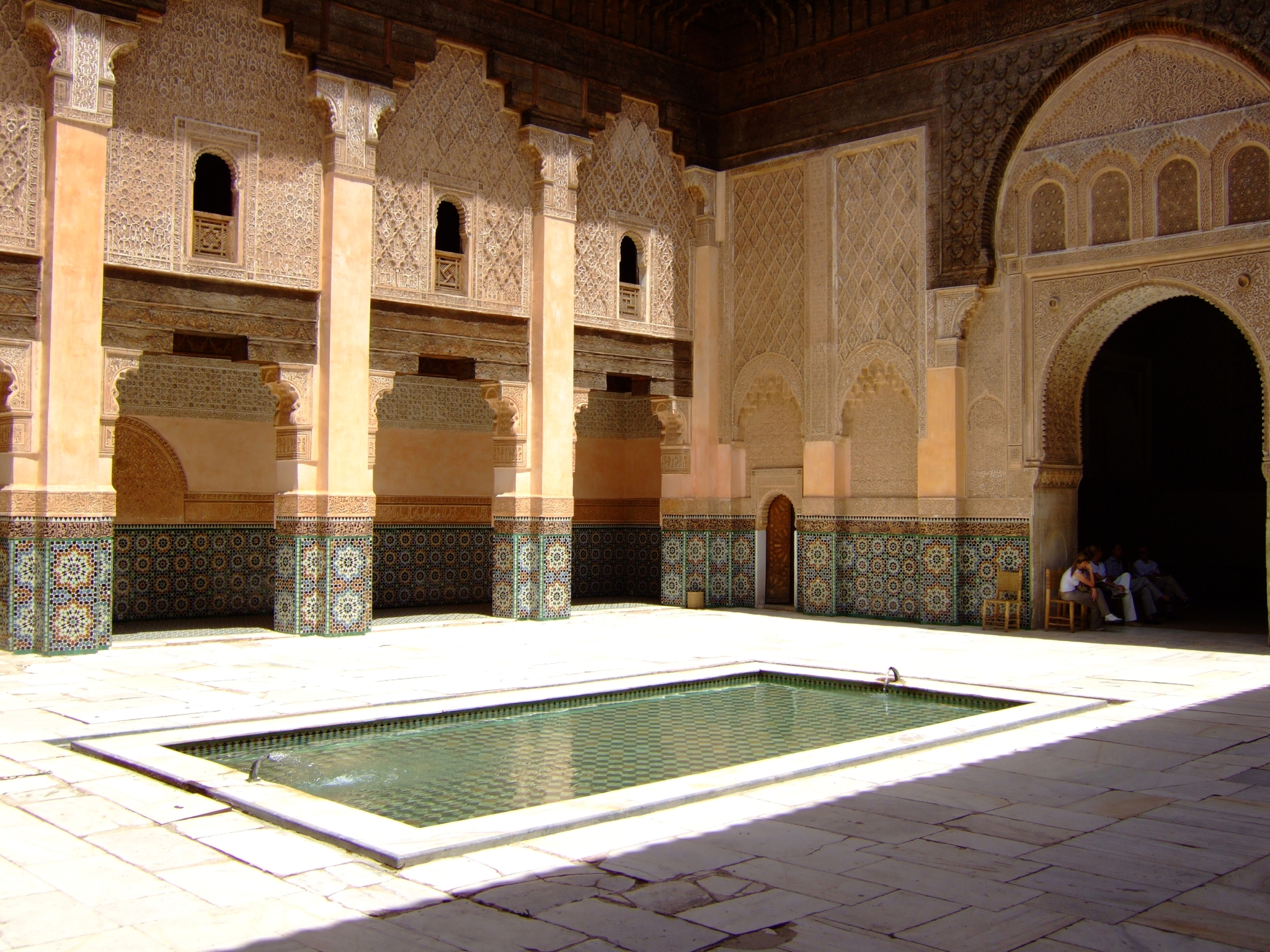
Madrasa de Ben Youssef.
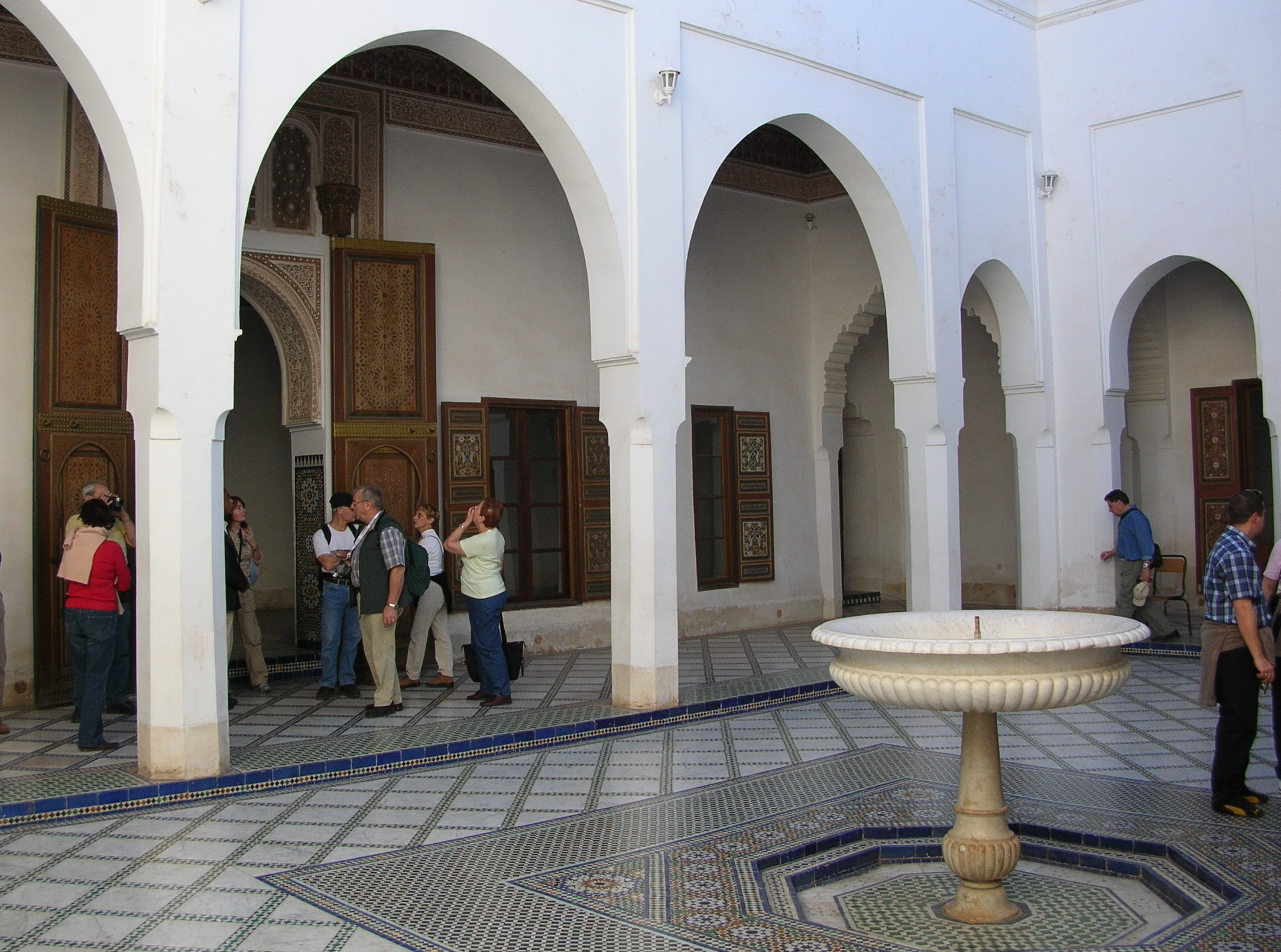
Palacio de la Bahía.
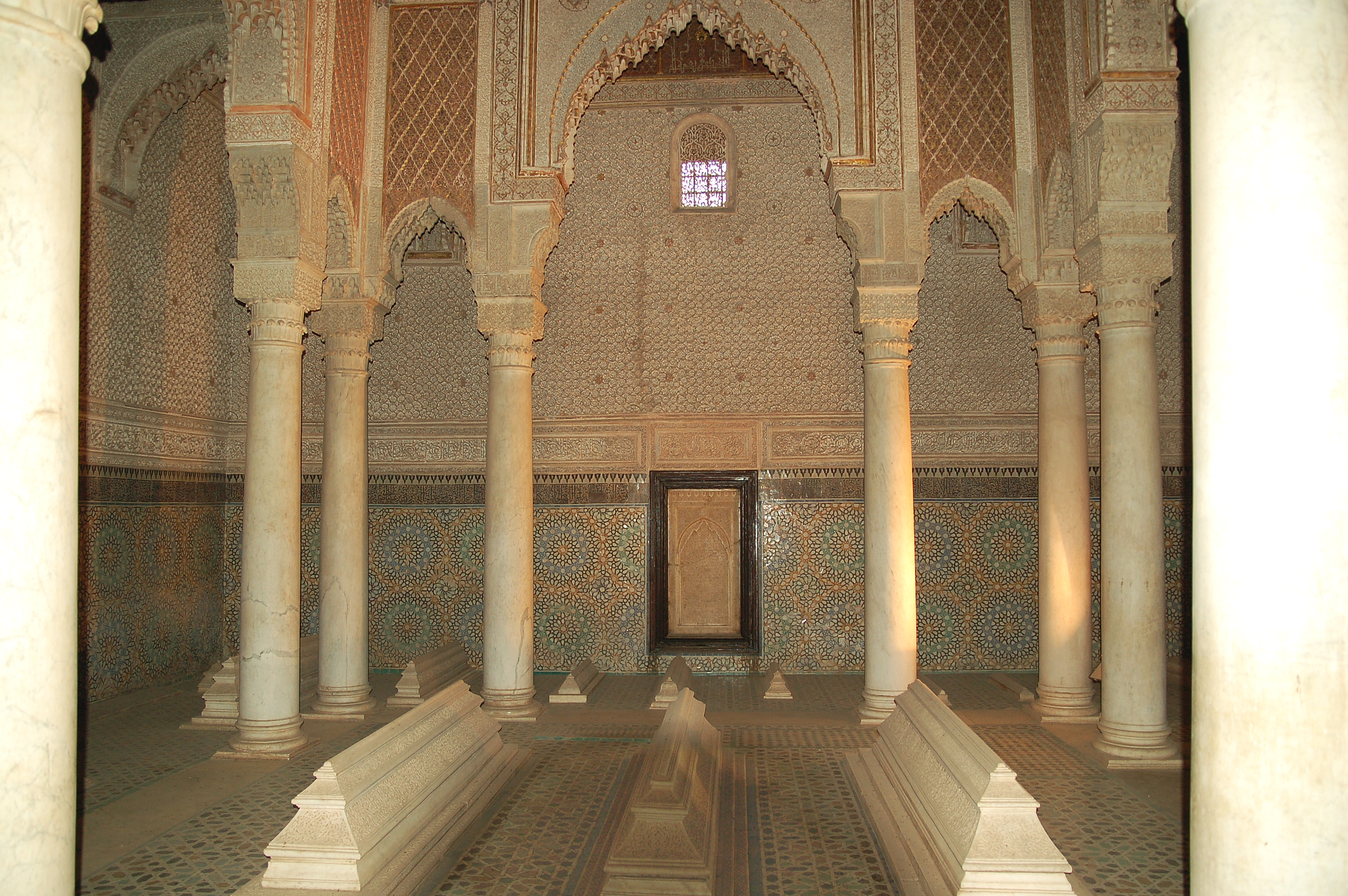
Túmulos saadíes.
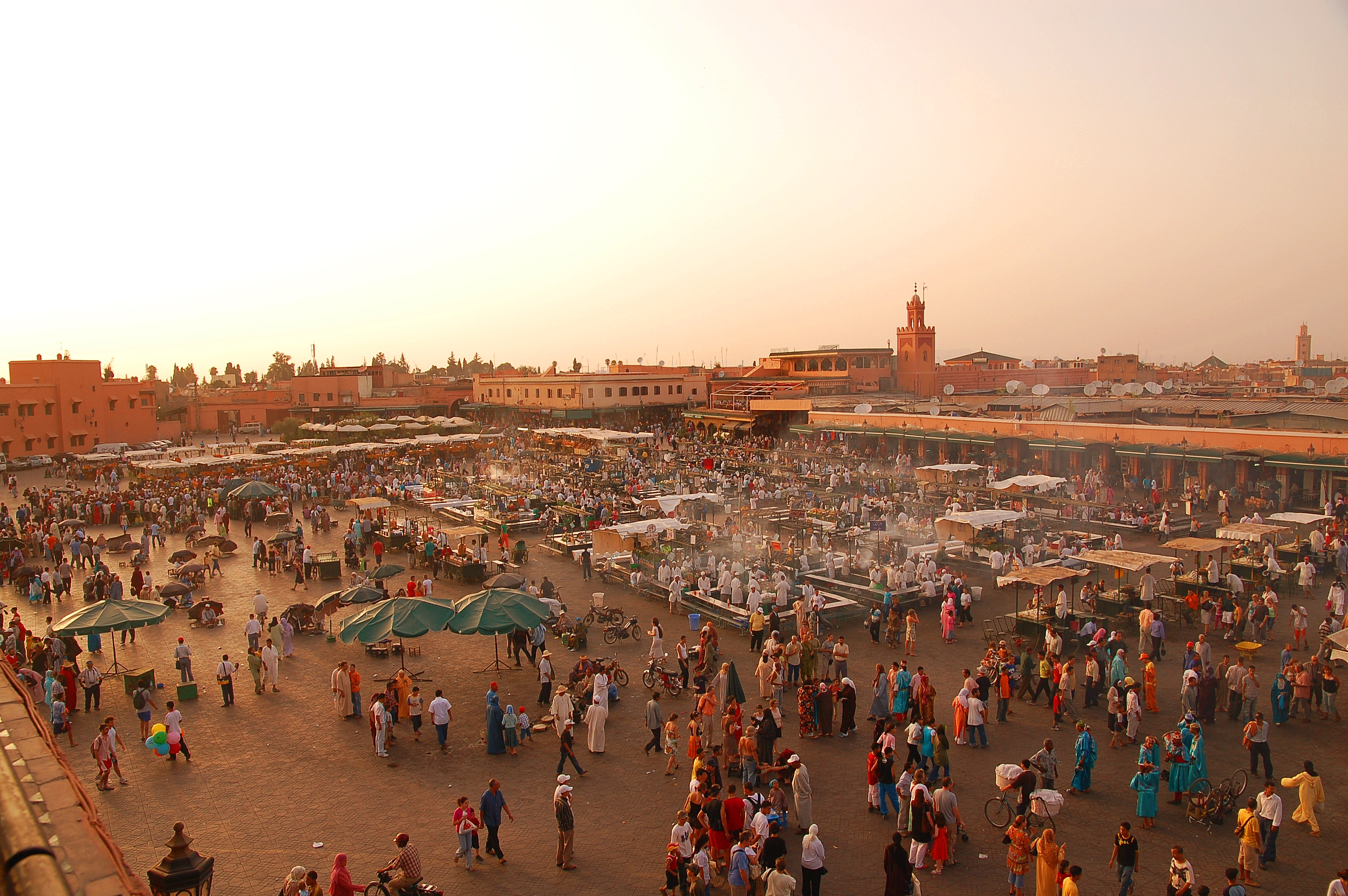
Plaza de Yamaa el Fna.